# Caloplaca decipioides
Caloplaca decipioides é uma espécie de líquen da família Teloschistaceae. Foi descrito cientificamente em 2011.